# الحميدية (الجولان)
 قرية الحميدية إحدى قرى الجولان ومحافظة القنيطرة السورية.
الحميدية... أرض طيبة عبقة خصوصيتها باريج زهرها البري وعطر النفل ونسيم الكينا
وبكثرة أبارها السطحية عذبة الماء نقية الهواء.
اختلط فيها التراب بدماء الفاتحين ودماء المحتلين الغاصبين على حد سواء.
ماتزال عيون عجائزها تنظر إلى ماوراء الأسلاك الشائكة عيون تنظر إلى ارض كانت حتى زمن قريب مراتع صباهم وعشق شبابهم ما زالت العيون تنتظر التحرير.
الشريط الحدودي يقسم القرية إلى نصفين محتل ومحرر.
الحميدية...
احتلتها إسرائيل اثر احتلالها لهضبة الجولان في عدوان 6حزيران عام 1967م
ولكنها لم تدخل قواتها الحميدية لغاية 11 حزيران.
يحدها من الجنوب الغربي مدينة القنيطرة ومن الشرق وادي الرقادومن الشمال أراضي عين الحمرا
وقرية الحرية ومن الغرب تل الخوين وهو تل صغير محتل من قبل إسرائيل ومقام علية مرصد وتحصينات عسكرية.
يقسم الشريط الحدودي أراضي الحميدية إلى شطرين غربي محتل تسيطر علية إسرائيل وشرقي محرر يتبع سوريا.
دمرت القرية بالكامل من قبل إسرائيل اثر انسحابها منها خلال حرب 6 أكتوبر عام 1973م.

## تاريخيها
الحميدية تقع في منطقة اثرية في الجولان ويذكر ان محمد علي باشا بقيادة ابنه إبراهيم باشا والذي بنى جسر الرقاد المسمى إلى الآن باسمه ورمم حديثا" بعد التخريب الذي تعرض له اذبان الحرب.
سميت الحميدية بهذا الاسم نسبة للسلطان العثماني عبد الحميد الثاني كما تشير المصادر والمخطوطات العثمانية وذلك بداية القرن التاسع عشر الميلادي.والتي اقتطعها للشركس المهاجرين من القوقاز هربا" من المذابح التي تعرضوا لها من روسيا القيصرية.
وأول من دخلها من العرب هم آل أيوب من المسيحيين وبصحبتهم آل شبيب ، ثم توالت [قبيلة الفضل] التي يقودها الأمير محمد باشا الفاعور بني العباس في ذلك الوقت بالقدوم والاستقرار منهين حياة الترحال التي كان يعيشونها فسكنها الكيار وبنو شبيب والنبهان والبلاحسة والشرفة والخمايسة
وغيرهم وكلهم أبناء عمومه تربطهم روابط قوية ومتينه.
تم إعادة بناء القرية حديثا عام 1986م ضمن مشروع إعادة إعمار القرى المحررة بعد حرب تشرين
ومن جملة ما بني الرفيد والصمدانية وبريقة وبير عجم.
ومن القرى النموذجية مدينة البعث التي أصبحت حدود مع الحميدية حالياً.